# Kyuquot-Cheklesahht

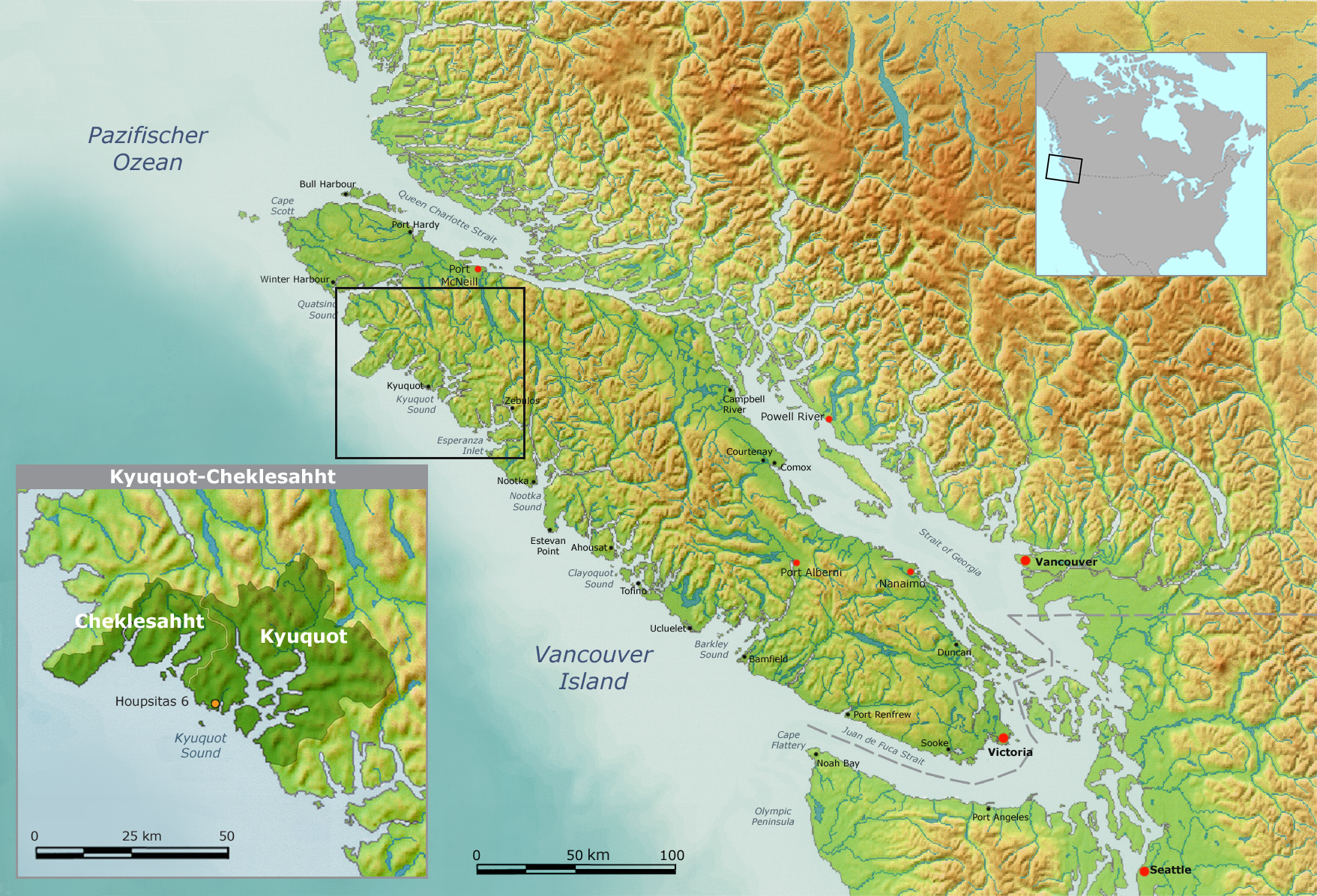
Traditionelles Territorium der Kyuquot und Cheklesahht

Die Kyuquot-Cheklesahht (Schreibweise: Kyuquot/Cheklesahht, bzw. Ka:'yu:'k't'h'/Che:k:tles7et'h' First Nations, häufig auch Kyuquot/Checleset) sind nordamerikanische Indianer und leben auf der Vancouver-Insel, die vor der Westküste Kanadas liegt. Sie sprechen Wakash und gehören zu den Nuu-chah-nulth, deren nördlichste Gruppe sie darstellen. Gegenüber der kanadischen Regierung werden sie vor allem durch den Nuu-chah-nulth Tribal Council vertreten.
Die beiden namengebenden Stämme wurden 1963 zu einem Stamm vereint und zählten im April 2010 genau 509 registrierte Mitglieder.

## Reservate
Die Kyuquot-Cheklesahht leben in 26 Reservaten vor allem im Rupert District, aber auch im Nootka District, mit insgesamt rund 370 ha Fläche. Dabei entspricht die Nummerierung der Reservate (1–17, bzw. 1–9) noch den beiden ehemals getrennten Stämmen. Der überwiegende Teil der Bevölkerung lebt am Nordufer des Kyuquot Sound, gegenüber von Walter Island, im Reservat Houpsitas 6 (11,7 ha). Insgesamt lebten im April 2010 in den Reservaten 154 Menschen, 14 weitere in anderen Reservaten, 341 lebten außerhalb der Reservate. Es waren 509 Menschen als Kyuquot-Cheklesahht anerkannt. Aktis und Kamills Island (47,8 und 29,5 ha), vor allem aber McLean Island (87 ha) stellen die größten Gebiete der Kyuquot dar, ein Gebiet an der Chekleset Bay das größte Gebiet der Cheklesahht.

## Geschichte

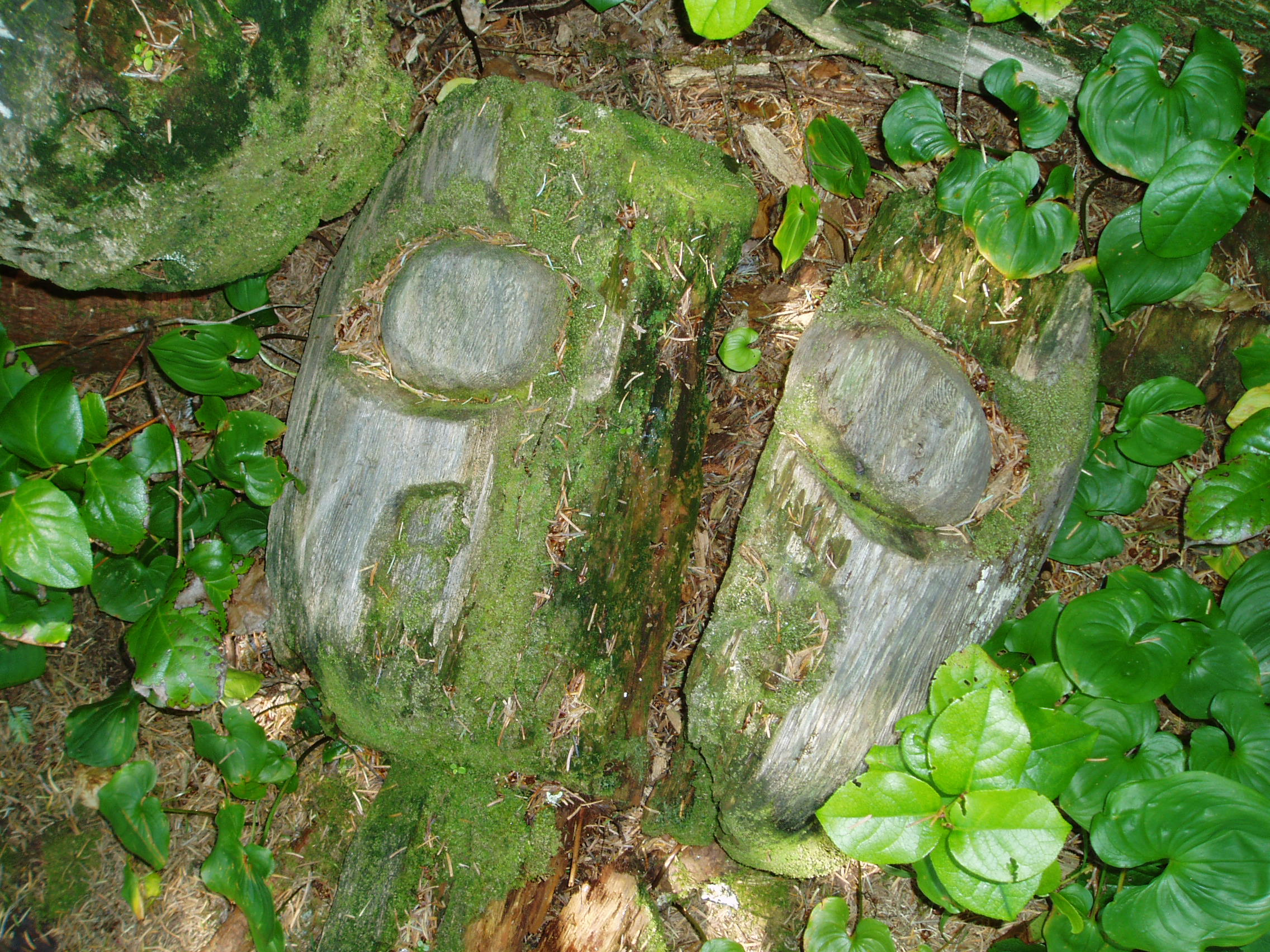
Zerfallender Totempfahl in der Battle Bay, wo früher Acous lag, das Winterdorf der Cheklesahht

Ende des 18. Jahrhunderts zählten die Cheklesahht wohl zwischen 600 und 1.200 Stammesmitglieder, die in drei bzw. vier Dörfern lebten. Der größte Ort war Acous, das noch 1892 aus 18 langen Häusern in zwei Reihen bestand. Doch schon um 1855 zählte man nur noch 50 bis 60 Männer, 1860 gab es nur noch 32, fünf Jahre später sogar nur noch 30. 1896 zählte man insgesamt 119 Stammesangehörige, 1916 nur noch 57. Als das Quineex Indian Reserve 1926 besichtigt wurde, wurde es als Heilbuttfängerort mit drei Häusern beschrieben.
Der mündlichen Überlieferung nach besiegten die Cheklesahht die Classet in einer blutigen Auseinandersetzung bei Cape Cook. Die auf der Brooks-Halbinsel benachbarten Klaskino, die Kwakwala sprachen, starben hingegen bis 1940 aus. Nach ihnen wurde das Klaskino Inlet benannt.
1886 kenterte ein Schiff vor der Küste und die Besatzung wurde nach 21 Tagen von den Cheklesahht gefunden und gerettet. Auch andere Schiffe sanken hier, so dass ein Unterstand gebaut wurde.
Die Zählungen von 1881 und 1891 ergaben, dass die Zahl der Chekleset von 148 auf 131 gesunken war. Die Zahl der Kyuquot war sogar von 662 auf 469 gefallen. Sie lebten auf Village Island, das als verlassenes Mamalaleqala Band Indian Reserve registriert ist (s. Mamalilikulla). Da die Zahl der Chekleset so weit zurückging, vereinigten sie sich 1963 mit den Kyuquot.
Die ältesten der 662 Kyuquot der Zählung von 1881 waren 80 und 74 Jahre alt (Imida kack und Keilhnuk). 213 von ihnen wurden als „Fisherman“ bezeichnet. Insgesamt wurden 36 Familien erfasst. Dabei überwiegt die Zahl der christlichen Namen eindeutig erst bei den unter 19-Jährigen. Missionserfolge stellten sich also massiv ab etwa 1863 ein, ein Jahr nach einer verheerenden Pockenepidemie. Zwei der Familien zählten mehr als 40 Köpfe (42, 45), vier zählten über 30, zwölf über 20, sieben über 10, dazu kamen elf Familien mit weniger als 10 Mitgliedern.

## Heutige Situation

### Vertragsverhandlungen
2003 wurde der Kyuquot Sound Coastal Plan verabschiedet, der die etwa 60 km langen Küstenabschnitte zwischen Nootka Sound und Brooks-Halbinsel umfasst, insgesamt 545 km Küste und 550 km² Küstengewässer. Er enthält zahlreiche Schutzbestimmungen für die Naturschätze der Region, dringt aber auch auf Einbeziehung der lokalen First Nations in alle Entscheidungsprozesse, insbesondere bei Fragen wichtiger Kulturstätten. Außerdem soll durch Joint Ventures, Vermarktungshilfen und Ausbildungsinitiativen ihre ökonomische Lage verbessert werden. Dazu brauchen die Parks und Erholungsgebiete zahlreiche Helfer (Guardians).
2007 stimmten die Ka:'yu:'k't'h'/Che:k:tles7et'h' für die Annahme eines Vertrags mit den Regierungen British Columbias und Kanadas. Zusammen mit den Uchucklesaht, den Toquaht, den Ucluelet und den Huu-ay-aht bilden sie die Maa-nulth-Gruppe, die einen separaten Vertrag aushandelte. Sie alle erhalten erheblich umfangreichere Gebiete (insgesamt rund 23.000 ha) als die bisherigen Reservate, verzichten aber zugleich auf die ursprünglichen, viel größeren Stammesgebiete. Zugleich wird der Landbesitz privatisiert, ist also weder gegen Verkauf noch Enteignung geschützt. Daher ist das Ziel des BC Treaty Process zunehmend umstritten, da es langfristig und bei der derzeitigen Verarmung der Nuu-chah-nulth zum weitgehenden Verlust der Stammesgebiete führen könnte.
Im Juni 2009 ratifizierte die Bundesregierung den Vertrag.

### Tourismus
Kajaktouren nehmen in der Region stark zu und bilden für einige der in Kyuquot ansässigen Unternehmen die Existenzgrundlage. Dabei ist die Nachbarschaft zu mehreren Provinzparks sehr förderlich. Vor allem die Brooks-Halbinsel im Norden und der Rugged Point Provincial Park im Süden bieten weitere Beschäftigungsmöglichkeiten. Dazu kommt der Big Bunsby Marine Provincial Park auf der größten Insel der Bunsby-Inselgruppe, der die Checleset Bay Ecological Reserve entlasten soll. Des Weiteren liegt der Dixie Cove Marine Park (156 ha) im Stammesgebiet, genauer auf Hohoae Island im Kyuquot Sound. Schließlich liegt im traditionellen Gebiet des Doppelstammes noch der Tahsish-Kwois Provincial Park und der Artlish Caves Provincial Park. In allen Gebieten finden sich Kulturstätten der Kyuquot und der Cheklesahht, die nur mit Erlaubnis des Stammes besucht werden dürfen.
Von den Parks profitieren daneben ein Motel, verschiedene Wassertaxiunternehmen, wenige Restaurants und B&Bs, Geschäfte und Künstler (woodcarvers) in Kyuquot. Dazu kommen Unternehmen, wie die Tlaa-nii-haanlth (Regenbogen) Society, die von Hütte zu Hütte zwischen Fair Harbour und der Brooks-Halbinsel fahren.

### Fischerei
Während der 1960er Jahre wurden, beispielsweise am 17 km langen Kauwinch River, die Wälder so stark abgeholzt, dass einige Fischpopulationen, wie die der Buckellachse (Pink Salmon), zusammenbrachen.
Die Wiedereinführung der Fischotter bedeutete für einige Fischer zunächst einen Rückgang der Fangerträge bei allen Arten, die auch für die Otter Beutetiere darstellen. Doch wandern die Tiere bereits seit 2003 wieder ab, so dass eine Obergrenze der Population überschritten ist. Um die negativen Auswirkungen zu reduzieren, wurden Strandwächter bestellt. Dabei ging es hauptsächlich um Muscheln, vor allem um die manila clams (Lajonkairia lajonkairii) und die littleneck clams (Leukoma staminea).
Neben einzelnen Fischern ist die Kyuquot Checleset Shellfish Corporation der größte Arbeitgeber in diesem Bereich, von dessen Lieferungen auch das Motel, einige Bed-and-Breakfasts sowie ein Restaurant in Kyuquot abhängen. Am 1. Juni 2004 musste jedoch ein Fangstopp verhängt werden, was jedoch nicht auf Überfischung zurückzuführen war, sondern auf bakterielle Belastung der Fische. Im Clayoquot Sound und im Barkley Sound beschäftigen Clamfish-Farmen 156 Menschen; weitere Aquakulturen sind, obwohl heftig umstritten, in Planung. Beim Schalentierfang arbeiten über 330 Leute, so dass wohl über 600 Menschen in dieser dünn besiedelten Region direkt vom Fischfang leben. Da diese Industrie sehr stark von der Wasserqualität abhängt, die wiederum von den wenigen Menschen kaum beeinträchtigt wird (an der Westküste von Vancouver Island leben kaum 40.000 Menschen), sind es vor allem Ausschwemmungen, die die Fischerei gefährden.
So wurde das Canadian Shellfish Sanitation Program von großer Bedeutung. Abholzungen sind offenbar eine der Hauptursachen für die Zunahme der Coli-Belastung. Bei den First Nations kommt hinzu, dass die von den Männern ausgeführte Hochseefischerei rückläufig ist, während Schalentiere einen immer höheren Anteil an der Ernährung gewonnen haben. Das hat Frauenarbeit aufgewertet, droht aber nun unter den Fangverboten zu leiden. Weiterhin ist diese Arbeit durch die seit 2001 mögliche und von Regierungsseite geförderte Zuweisung von für andere abgesperrten Fanggebieten stark gefährdet. Jedoch sehen sich die First Nations nicht in der Lage, die nötigen Mittel für den Erwerb der Strandabschnitte aufzubringen. Im Herbst 2002 untersuchte ein mobiles Labor die Fänge – es befindet sich jetzt dauerhaft in Port Hardy. Da die meisten privaten und kommerziellen Muscheltiersammler zu den beiden Stämmen gehören, müssen die privaten Sammler mit ihnen verhandeln, wenn es um Zugang zu nicht wegen Coliverseuchung gesperrten Stränden geht. Für die Regierung ist dies eine „interne Angelegenheit“.
Versuche, die Lachsbestände wiederherzustellen, finden sich beispielsweise am Jansen Lake, der in der Nähe des Easy Inlet am Kyuquot Sound liegt (Jansen Lake Fish Habitat Restoration Project (1999–2002)). Dabei wurde vor allem auf Arbeitskräfte unter den Kyuquot zurückgegriffen. Ähnliches gilt für das Chamiss Creek Watershed Restoration Project (2003/04), das versucht, einen Bach wiederherzustellen, der ebenfalls in den Sund mündet. Dieser Bereich gilt als besonders sensibel, da der Doppelstamm 1995/96 den Holzkonzern International Forest Products zum selektiven Holzeinschlag zwang, also dazu, keinen Kahlschlag vorzunehmen. Rund zwei Drittel der Bäume blieben somit stehen.

### Selbstverwaltung
Therese Smith ist der derzeitige gewählte Häuptling. Ihr stehen zwei Beraterinnen und zwei Berater (Councillors) zur Seite.